# Hangaku Gozen

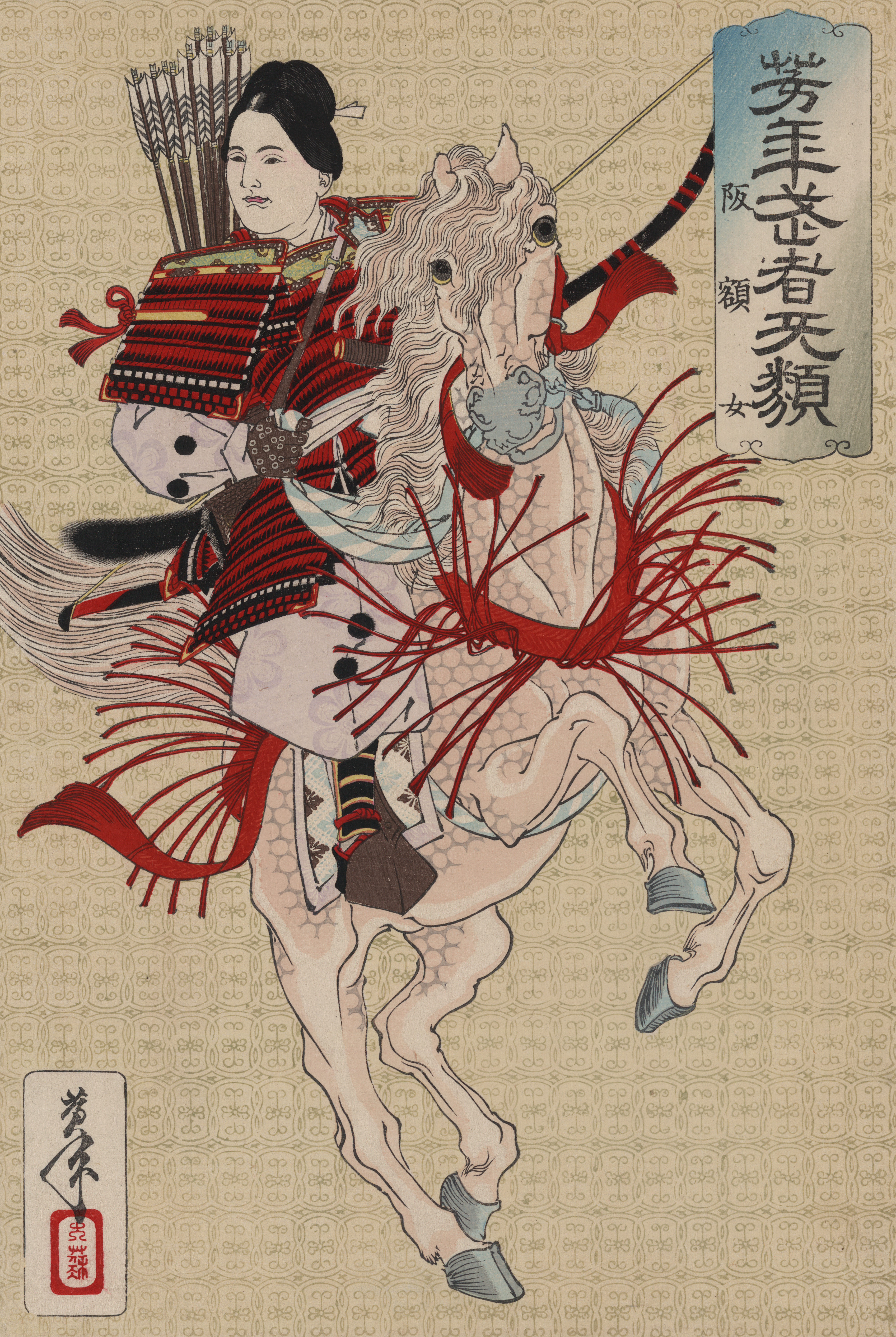
Hangaku Gozen von Tsukioka Yoshitoshi (1885)

Hangaku Gozen japanisch 坂額御前, deutsch etwa „Dame Hangaku“ war eine Onna-musha, eine der relativ wenigen japanischen Kriegerinnen, die allgemein in der Geschichte oder klassischen Literatur bekannt sind. Sie spielte eine herausragende Rolle in der Kennin-Rebellion, einem Aufstand gegen das Kamakura-Shōgunat im Jahr 1201.

## Leben
Sie lebte während der Periode der Heian  und zu Beginn der Kamakura-Zeit. Ihr Name lautete japanisch Hangaku 板額 oder 飯角, oder auch Hangaku Itazaki. Sie war die Tochter des Kriegers japanisch Jō Sukekuni 城資国, der in der Schlacht von Kiso Yoshinaka besiegt wurde und ihre Geschwister waren japanisch Jō Sukenaga 城資永 und japanisch Jō Nagamochi 城長茂 (oder japanisch Sukemochi 助茂).
Hangaku Gozen gehörte zur Clanfamilie der Taira, die in der Provinz Echigo lebte. Die Jō waren Krieger, sie wurden im Genpei-Krieg besiegt und verloren danach einen Großteil ihrer Macht. Hangaku schloss sich ihrem Onkel Jō Nagamochi und ihrem Cousin Jō Sukemori in der Kennin-Rebellion im Jahr 1201 an. Dabei wurde sie zu einem wesentlichen Bestandteil der Verteidigungsoperationen auf der Burg Torisaka. Hangaku war bekannt für ihre Führung und Tapferkeit während der dreimonatigen Verteidigung, während der sie und Sukemori etwa 3000 Soldaten befehligten, die sich gegen eine Armee von 10.000 loyalen Soldaten vom Clan der Hōjō stellten, die von japanisch Sasaki Moritsuna 佐々木盛綱 anführt wurden und dem Kamakura-Shogunat treu ergeben waren. Gekleidet wie ein Mann stand Hangaku auf dem Turm der Burg und alle, die sie angreifen wollten, wurden von ihren Pfeilen niedergeschossen, die sie entweder in die Brust oder den Kopf trafen.
Die Rebellenverteidigung wurde schließlich niedergeschlagen, doch Hangakus Kämpfe hörten erst auf, nachdem sie von einem Pfeil verwundet wurde, der ihren Oberschenkel durchbohrte. Sie wurde gefangen genommen und dem Shogun präsentiert, „furchtlos wie ein Mann und schön wie eine Blume“. Als Kriegsgefangene des Shogun Minamoto no Yoriie, der von ihrer Schönheit und ihrem Ruf fasziniert war, wurde Dame Hangaku durch seinen Befehl, seinen Gefolgsmann japanisch Asari Yoshitō 浅利義遠 zu heiraten, der sie begehrte, vom rituellen Selbstmord befreit. Später brachte sie Berichten zufolge ein Kind zur Welt, aber es gibt nur wenige Aufzeichnungen über den Rest ihres Lebens.

## Kulturelle Referenzen
Hangaku erscheint in der japanische historische Chronik Azuma Kagami.
Hangaku soll „furchtlos wie ein Mann und schön wie eine Blume“ gewesen sein und im Kampf eine Naginata geführt haben. Viele Geschichtenerzähler und Grafiker haben sie in ihren Werken porträtiert, darunter Utagawa Kuniyoshi, der eine Reihe von Drucken von Kriegerinnen produzierte. Diese Serie umfasste auch historische oder literarische Persönlichkeiten wie Tomoe Gozen, Shizuka Gozen und Hōjō Masako.